# Метеоцунами
Метеоцунами или метеорологическое цунами — это цунамиподобная морская волна метеорологического происхождения. Метеоцунами возникают, когда быстрые изменения атмосферного давления вызывают смещение поверхностных вод. Чаще всего встречается в Средиземном море у берегов Италии, Испании и Хорватии, а также в Тихом океане, у берегов России, Китая, Японии и США. В России периодически наблюдаются в портах южной части о-ва Сахалин и Курильских островов.

## Названия в разных странах
В Испании (Балеарские острова) явление известно под названием риссага (исп. rissaga), в Италии (Сицилия) — марроббио (итал. marrobbio), в Японии (залив Нагасаки) — абики (яп. あびき), на Мальте — милхуба (мальт. milghuba). На адриатическом побережье Хорватии имеет также народное название — щига (сербохорв. шћига).

## Отличие от «классических» цунами
В отличие от «обычных» источников цунами импульсного типа, перемещающееся атмосферное возмущение обычно взаимодействует с океаном в течение ограниченного периода времени (от нескольких минут до нескольких часов). В остальном цунами и метеоцунами достаточно похожи, так что бывает трудно отличить одно от другого, как в случаях, когда есть волна цунами, но нет сейсмических записей землетрясения. Метеоцунами, скорее, происходят из-за экстремальных погодных явлений, включая сильные грозы, шквалы и штормовые фронты; все они могут быстро изменять атмосферное давление. Метеоцунами обычно возникают, когда суровые погодные условия движутся с той же скоростью и направлением, что и местные волны, к береговой линии. Размер волны увеличивается за счет прибрежных особенностей, таких как мелководные континентальные шельфы, заливы и проливы.

## Исторический очерк
Известно, что только около 3 % исторических цунами (с 2000 г. до н. э. по 2014 год) имеют метеорологическое происхождение, хотя их истинная распространенность может быть значительно выше, потому что 10 % исторических цунами имеют неизвестное происхождение. Цунами в прошлом часто бывали трудными для подтверждения, и метеоцунами, возможно, ранее ошибочно классифицировали как сейшевые волны. Сейши классифицируются как давно стоячие волны с более длительными периодами и более медленными изменениями уровня воды. Они также ограничены закрытыми или частично закрытыми бассейнами.

## Метеоцунами в России
При прохождении атмосферного возмущения вдоль островов Курильской гряды генерируются аномальные колебания уровня моря. Наибольшая добротность резонансной системы — у м. Ловцова, при которой коэффициент усиления в случае прихода волн с частотами, близкими к собственной частоте резонансной системы, может достигать 19,1.